# Ренато Де Манцано
Ренато Де Манцано (італ. Renato De Manzano, 19 березня 1909, Трієст — 25 вересня 1968, Трієст) — італійський футболіст, що грав на позиції нападника.
Виступав, зокрема, за клуби «Трієстіна», «Амброзіана-Інтер».

## Ігрова кар'єра
У дорослому футболі дебютував 1925 року виступами за команду клубу «Понціана», в якій провів два сезони.
Згодом грав у складі команди «Трієстіна», після чого один сезон провів у клубі «Спеції», у складі якого забив 22 голи за сезон у чемпіонаті.
В 1929 році повернувся до «Трієстіни», що потрапила до новоствореної Серії А. Відіграв за трієстський клуб наступні чотири сезони своєї ігрової кар'єри.
У 1933 році перейшов до команди «Амброзіана-Інтер», де провів один сезон. Гравцем основи стати не зумів, але записав до свого активу срібні медалі чемпіонату, а також зіграв у першій грі фіналу кубка Мітропи проти «Аустрії» (Відень).
Наступні три роки провів у командах Серії А «Палермо» і «Мілан». Після цього перебрався в клуб Серії C «Фанфулла», з якою зумів у перший ж рік виступів піднятися до Серії B.
Завершував професійну ігрову кар'єру у клубах «Кремонезе» і «Понціана».
Помер 25 вересня 1968 року на 60-му році життя у місті Трієст.

## Титули і досягнення
- Срібний призер Серії А (1):

«Амброзіана-Інтер»: 1934
- Фіналіст Кубка Мітропи (1):

«Амброзіана-Інтер»: 1933